# Красновское сельское поселение (Тарасовский район)
Красновское сельское поселение — муниципальное образование в Тарасовском районе Ростовской области. 
Административный центр поселения — хутор Верхний Митякин.

## Административное устройство
В состав Красновского сельского поселения входят:
- хутор Верхний Митякин;
- посёлок Верхнетарасовский;
- посёлок Весенний;
- хутор Донецкий;
- хутор Красновка;
- хутор Нижнемитякин;
- разъезд имени Сутормина;
- посёлок Холмы.

## Население
| 2010  | 2012  | 2013  | 2014  | 2015  | 2016  | 2017  |
| ----- | ----- | ----- | ----- | ----- | ----- | ----- |
| 3035  | ↘2985 | ↘2956 | ↘2916 | ↘2906 | ↘2898 | ↗2914 |
| 2018  | 2019  | 2020  | 2021  |       |       |       |
| ↘2911 | ↘2886 | ↗2893 | ↘2890 |       |       |       |